# Symplectoscyphus irregularis
Symplectoscyphus irregularis är en nässeldjursart som först beskrevs av Trebilcock 1928.  Symplectoscyphus irregularis ingår i släktet Symplectoscyphus och familjen Sertulariidae. Inga underarter finns listade i Catalogue of Life.